# 구국군사평의회

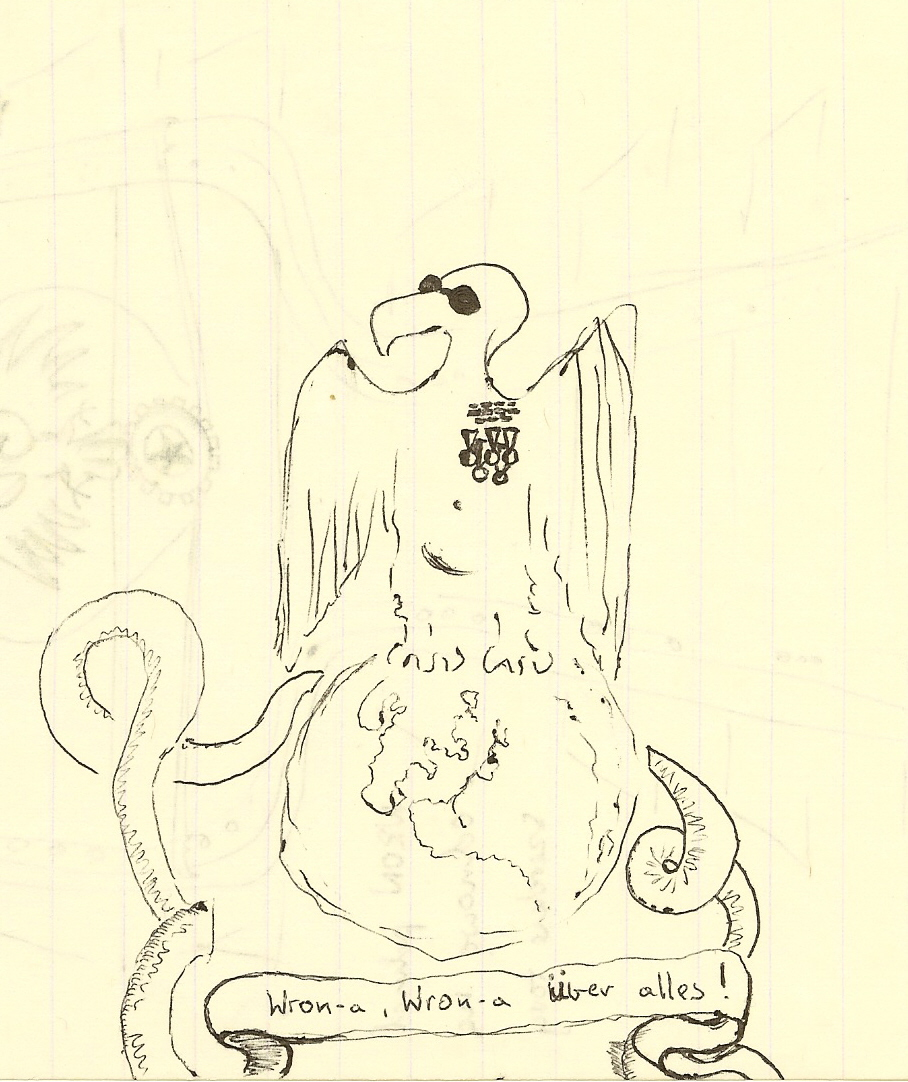
구국군사평의회를 비방한 그림. 선글라스를 쓴 까마귀가 가슴에 훈장을 단 채로 지구 위에 올라탄 것을 묘사한 그림이다. 지구 아래 걸린 리본에 적힌 표어 "WRONa, WRONaüber alles!"는 독일 국가 가사의 패러디이다.

구국군사평의회(폴란드어: Wojskowa Rada Ocalenia Narodowego, WRON)는 1981년부터 1983년까지 계엄령의 폴란드 인민공화국을 통치한 기관이다. 보이치에흐 야루젤스키가 이끈 이 조직은 헌법상의 규정이 없는 조직으로 군사 정권의 형태를 하였다. 이 조직을 반대한 사람들은 조직명의 약칭 WRON에서 유래한 "까마귀"(폴란드어: wrona)라는 멸칭으로 불렀으며, 제2차 세계 대전 당시의 나치 독일의 국장인 검은 국가수리에 빗대기도 했다.